# RBM23
RBM23 (англ. RNA binding motif protein 23) – білок, який кодується однойменним геном, розташованим у людей на короткому плечі 14-ї хромосоми. Довжина поліпептидного ланцюга білка становить 439 амінокислот, а молекулярна маса — 48 731.
| 10         |  | 20         |  | 30         |  | 40         |  | 50         |
| ---------- |  | ---------- |  | ---------- |  | ---------- |  | ---------- |
| MASDDFDIVI |  | EAMLEAPYKK |  | EEDEQQRKEV |  | KKDYPSNTTS |  | STSNSGNETS |
| GSSTIGETSK |  | KKRSRSHNKS |  | RDRKRSRSRD |  | RDRYRRRNSR |  | SRSPGRQCRH |
| RSRSWDRRHG |  | SESRSRDHRR |  | EDRVHYRSPP |  | LATGYRYGHS |  | KSPHFREKSP |
| VREPVDNLSP |  | EERDARTVFC |  | MQLAARIRPR |  | DLEDFFSAVG |  | KVRDVRIISD |
| RNSRRSKGIA |  | YVEFCEIQSV |  | PLAIGLTGQR |  | LLGVPIIVQA |  | SQAEKNRLAA |
| MANNLQKGNG |  | GPMRLYVGSL |  | HFNITEDMLR |  | GIFEPFGKID |  | NIVLMKDSDT |
| GRSKGYGFIT |  | FSDSECARRA |  | LEQLNGFELA |  | GRPMRVGHVT |  | ERLDGGTDIT |
| FPDGDQELDL |  | GSAGGRFQLM |  | AKLAEGAGIQ |  | LPSTAAAAAA |  | AAAQAAALQL |
| NGAVPLGALN |  | PAALTALSPA |  | LNLASQCFQL |  | SSLFTPQTM  |  |            |

A: Аланін

C: Цистеїн

D: Аспарагінова кислота

E: Глутамінова кислота

F: Фенілаланін

G: Гліцин

H: Гістидин

I: Ізолейцин

K: Лізин

L: Лейцин

M: Метіонін

N: Аспарагін

P: Пролін

Q: Глутамін

R: Аргінін

S: Серин

T: Треонін

V: Валін

W: Триптофан

Кодований геном білок за функцією належить до фосфопротеїнів. 
Задіяний у такому біологічному процесі, як альтернативний сплайсинг. 
Білок має сайт для зв'язування з РНК. 
Локалізований у ядрі.